# Barrel Point
Barrel Point är en udde i Antarktis. Den ligger i Sydshetlandsöarna. Argentina, Chile och Storbritannien gör anspråk på området.
Terrängen inåt land är kuperad. Havet är nära Barrel Point österut. Trakten är glest befolkad. Närmaste befolkade plats är Commandante Ferraz Station, 13,6 kilometer nordost om Barrel Point. 